# Christian Megert

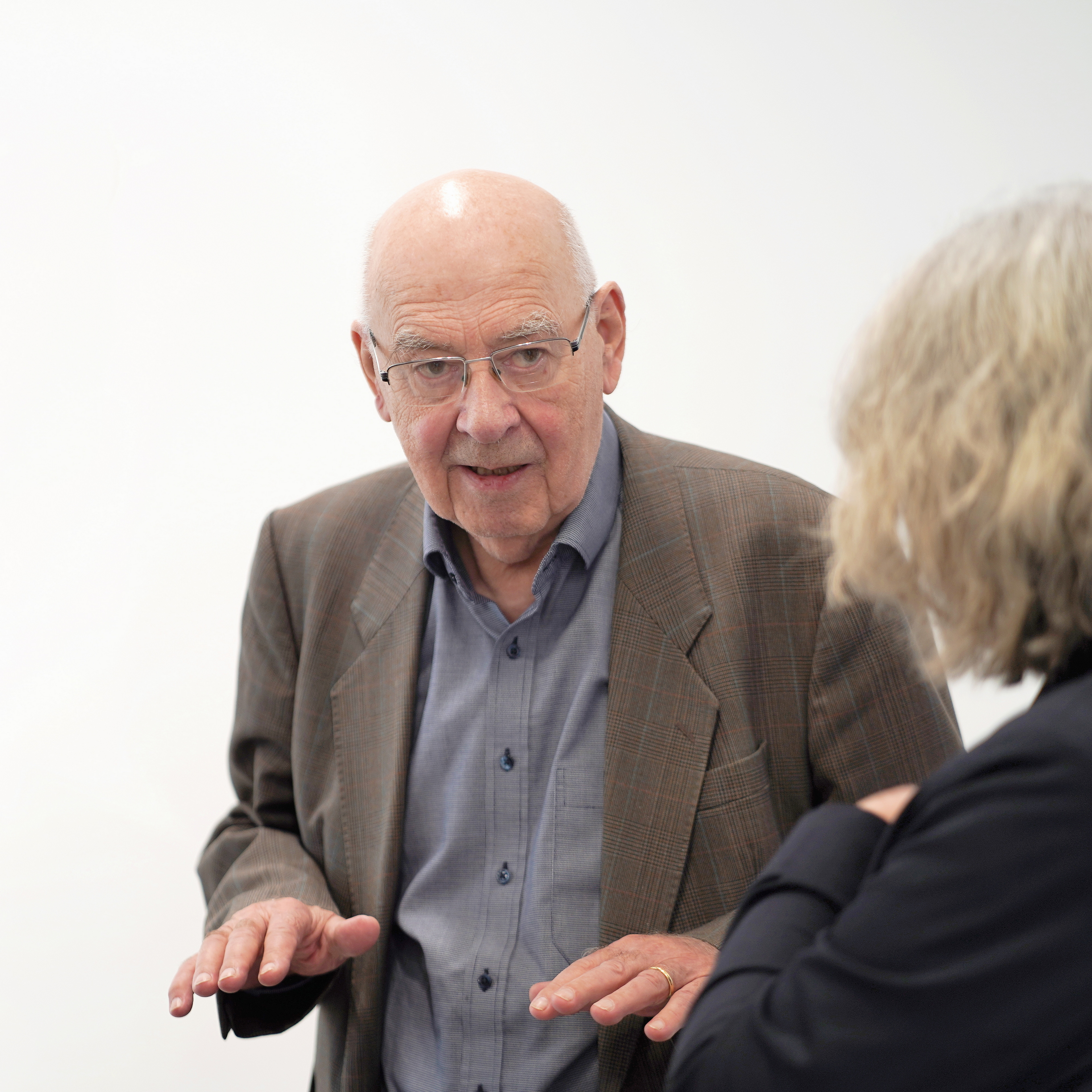
Christian Megert en mars 2024 à la Galerie Geiger à Constance (Allemagne).

Christian Megert, né le 6 janvier 1936 à Berne (Suisse), est un sculpteur suisse qui vit et travaille à Düsseldorf, en Allemagne. 
Il pratique l'art cinétique, réalise des installations et est connu pour ses œuvres réalisées avec des miroirs.

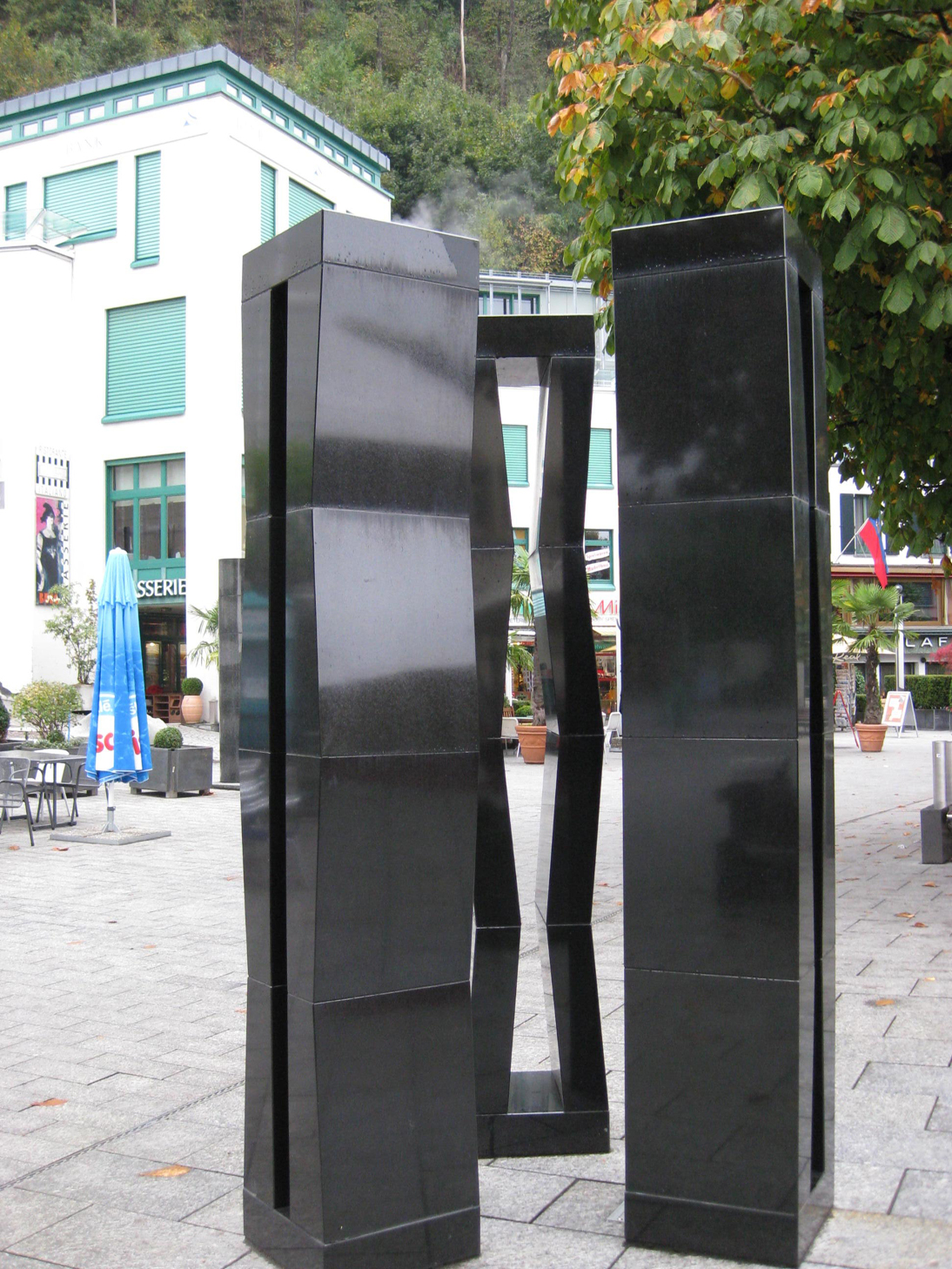
Sculpture à Vaduz (Liechtenstein).